# Harvey Keitel

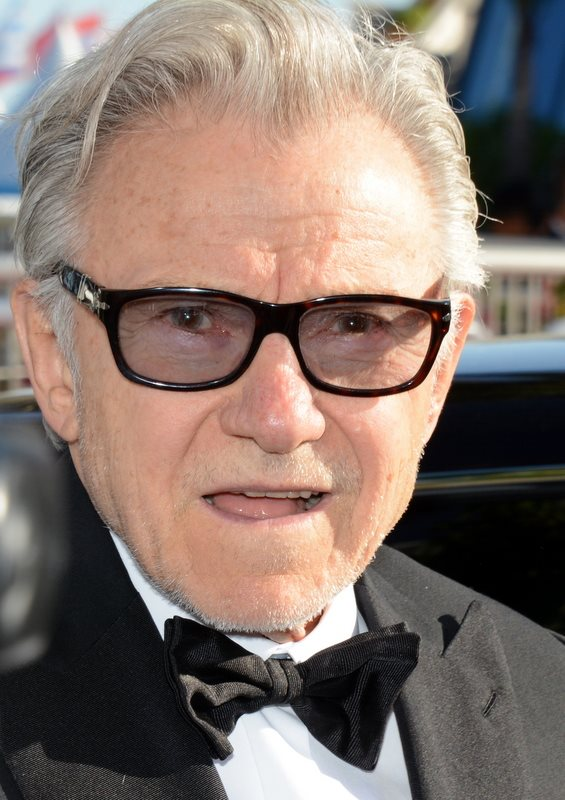
Harvey Keitel (2015)

Harvey Keitel ['hɑːvɪ kaɪ'tɛl] (* 13. Mai 1939 in Brooklyn, New York) ist ein US-amerikanischer Schauspieler, der seit den 1970er-Jahren ein gefragter Charakterdarsteller in Hollywood ist. Er gilt als Vertreter des Method Acting.

## Biografie

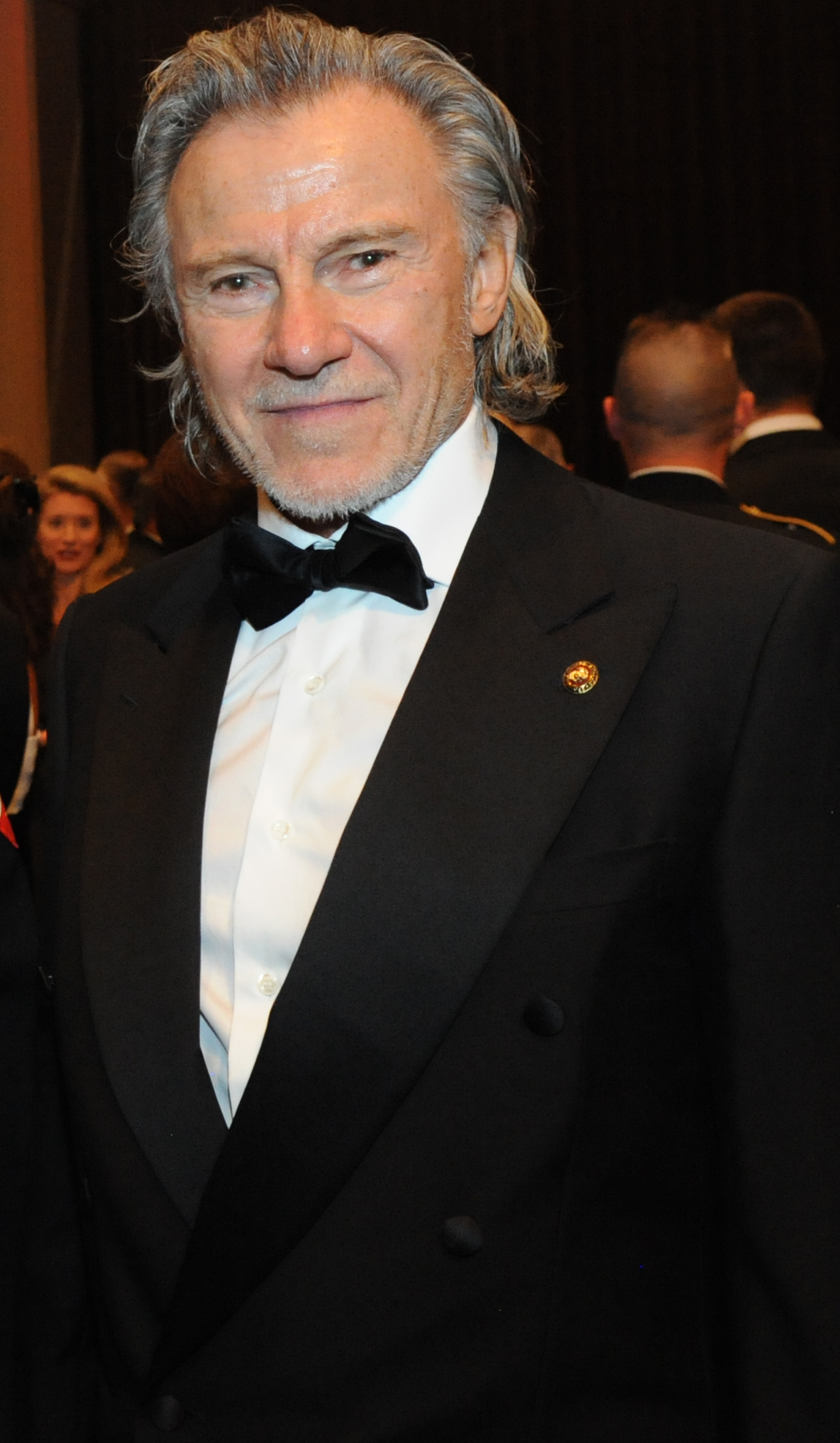
Keitel im Jahr 2009

Harvey Keitel ist ein Sohn jüdischer Emigranten; sein Vater Harry Keitel kam aus Polen und seine Mutter Miriam aus der Leordina in Rumänien. Keitel wurde in Brighton Beach, Brooklyn geboren und wuchs gemeinsam mit seiner Schwester Renee und seinem Bruder Jerry in ärmlichen Verhältnissen auf. Nach der High School ging er sofort für ein Jahr zu den Marines, um sich finanziell über Wasser halten zu können. Er wurde kurz vor Beginn des Vietnamkriegs entlassen und wandelte sich danach zum Pazifisten.
1967 nahm Keitel Schauspielunterricht bei Frank Corsaro und Stella Adler und lernte von ihnen die Technik des Method Acting. Als Mitglied des renommierten Actors Studio war er ab Mitte der 1960er Jahre auf vielen New Yorker Bühnen zu sehen. Sein Debüt am Broadway gab er in einem Stück von Arthur Miller. 1968 wirkte Keitel in Wer klopft denn da an meine Tür?, der Abschlussarbeit des damaligen Regie-Studenten Martin Scorsese, mit und freundete sich mit diesem an. Scorsese besetzte ihn später auch für seine Erfolgsfilme Hexenkessel (1973), Alice lebt hier nicht mehr (1974), Taxi Driver (1976) und Die letzte Versuchung Christi (1988). Keitel wurde von Francis Ford Coppola als Hauptdarsteller von Apocalypse Now (1979) verpflichtet, aber nach zwei Wochen entlassen, da Coppola mit seiner Darstellung unzufrieden war (Martin Sheen übernahm die Rolle).
1993 erhielt Keitel einen Independent Spirit Award in der Kategorie Bester Schauspieler für seine Darstellung in Abel Ferraras Low-Budget-Film Bad Lieutenant. Er spielt darin einen abgehalfterten, korrupten Polizisten, der in einer Art Passionsgeschichte seinen Seelenfrieden und Erlösung findet, kurz bevor er in seinem Auto erschossen wird.
In diesem Film wie auch in Ridley Scotts Debüt Die Duellisten (1976) zeigte Keitel, dass er zu den führenden amerikanischen Charakterdarstellern zählt. Den endgültigen internationalen Durchbruch schaffte Keitel dann wiederum mit dem Erstlingswerk eines Regisseurs, Reservoir Dogs von Quentin Tarantino. Bereits sein nächster Film Bugsy brachte ihm 1991 eine Oscar-Nominierung als Bester Nebendarsteller ein.
In den folgenden Jahren war er unter anderem in den Kassenschlagern Thelma & Louise, Sister Act, Bad Lieutenant, Jane Campions Das Piano und Die Wiege der Sonne zu sehen. Kultstatus erlangte er durch Pulp Fiction (Quentin Tarantino) und From Dusk Till Dawn (Robert Rodriguez/Quentin Tarantino).

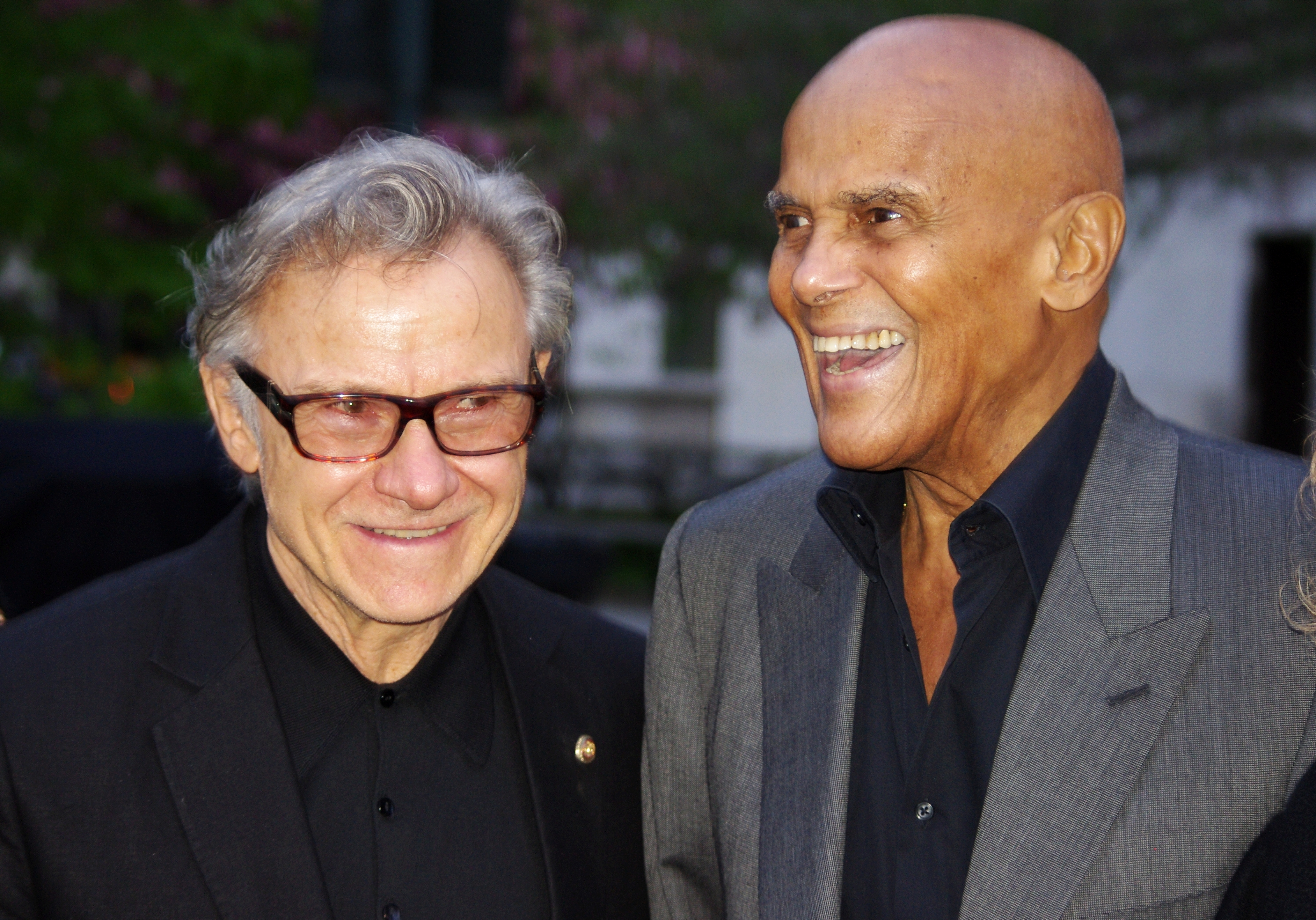
Keitel neben Harry Belafonte (2011)

Keitel erwarb sich während seiner langen Karriere eine Reputation als herausragender Vertreter des Method Acting, zählte aber nie zu den kassenträchtigen Hollywood-Stars (wie etwa Al Pacino oder Robert De Niro). Allerdings war der Darsteller in zahlreichen Kassenhits in markanten Nebenrollen zu sehen. Profilierte Hauptrollen spielte er in der Regel in künstlerisch ambitionierten Produktionen mit geringem Budget. Der Erfolg einiger Filme mit ihm war allerdings vorher nicht abzusehen. Keitel förderte mit der Übernahme vieler Rollen vielmehr Talente wie Quentin Tarantino oder Kunstfilmer wie Abel Ferrara. Für den Film Smoke erhielt er 1995 auf der Berlinale zusammen mit dem Regisseur Wayne Wang den Spezialpreis der Jury, den Silbernen Bären.
Keitel wurde ab 1993 vor allem von Joachim Kerzel synchronisiert. Christian Brückner lieh ihm in den 1980ern, frühen 1990ern und seither unregelmäßig seine Stimme. Fred Maire sprach ihn ebenfalls einige Male.
Keitel ist seit 2001 mit der Schauspielerin Daphna Kastner verheiratet, mit der er einen Sohn hat. Aus einer früheren Beziehung mit Lorraine Bracco hat er eine Tochter, und aus einer Affäre mit der Künstlerin Lisa Karmazin einen Sohn.

## Filmografie (Auswahl)

### Schauspieler
- 1966: Ein Käfig voller Helden (Hogan’s Heroes, Fernsehserie, Folge 1x21 Schultzie über alles)
- 1966: Dark Shadows (Fernsehserie)
- 1967: Spiegelbild im goldenen Auge (Reflections in a Golden Eye)
- 1967: Wer klopft denn da an meine Tür? (I Call First)
- 1973: Hexenkessel (Mean Streets)
- 1973: Kojak – Einsatz in Manhattan (Kojak, Fernsehserie, Folge 1x01 Belagerung)
- 1974: Alice lebt hier nicht mehr (Alice Doesn’t Live Here Anymore)
- 1976: Taxi Driver
- 1976: C.R.A.S.H. (Mother, Jugs & Speed)
- 1976: Buffalo Bill und die Indianer (Buffalo Bill and the Indians, or Sitting Bull’s History Lesson)
- 1977: Die Duellisten (The Duellists)
- 1977: Willkommen in Los Angeles (Welcome to L.A.)
- 1978: Finger – zärtlich und brutal (Fingers)
- 1978: Blue Collar – Kampf am Fließband (Blue Collar)
- 1979: Adlerflügel (Eagle’s Wing)
- 1980: Black Out – Anatomie einer Leidenschaft (Bad Timing)
- 1980: Saturn-City (Saturn 3)
- 1980: Death Watch – Der gekaufte Tod (La mort en direct)
- 1982: Grenzpatrouille (The Border)
- 1982: Flucht nach Varennes (La Nuit de Varennes)
- 1983: Une pierre dans la bouche
- 1983: Copkiller
- 1983: Gefährliches Dreieck (Exposed)
- 1984: Der Liebe verfallen (Falling in Love)
- 1985: Star Knight – Der Herr der Sterne (El caballero del dragón)
- 1985: Unglaubliche Geschichten (Fernsehserie, 1.13 Verliebt in die Kunst)
- 1986: Wise Guys – Zwei Superpflaumen in der Unterwelt (Wise Guys)
- 1986: Die Untersuchung (L’Inchiesta)
- 1986: Camorra
- 1986: Off Beat – Laßt die Bullen tanzen (Off Beat)
- 1987: Blindside
- 1987: Jack, der Aufreißer (The Pick-Up Artist)
- 1987: Dear America – Briefe aus Vietnam (Dear America: Letters Home from Vietnam) (Stimme von 2nd Lt. Donald Jacques)
- 1988: Die letzte Versuchung Christi (The Last Temptation of Christ)
- 1989: Im Zeichen der Jungfrau (The January Man)
- 1990: Die Spur führt zurück – The Two Jakes (The Two Jakes)
- 1991: Tödliche Gedanken (Mortal Thoughts)
- 1991: Bugsy
- 1991: Thelma & Louise
- 1992: Bad Lieutenant
- 1992: Sister Act – Eine himmlische Karriere (Sister Act)
- 1992: Reservoir Dogs – Wilde Hunde (Reservoir Dogs)
- 1993: Das Piano (The Piano)
- 1993: Die Wiege der Sonne (Rising Sun)
- 1993: Codename: Nina (Point of No Return)
- 1993: Young Americans (The Young Americans)
- 1993: Dangerous Game (Snake Eyes)
- 1994: Pulp Fiction
- 1994: Unsere Welt war eine schöne Lüge (Imaginary Crimes)
- 1994: Immer Ärger um Dojo (Monkey Trouble)
- 1995: Smoke
- 1995: Der Blick des Odysseus (To Vlemma Tou Odyssea)
- 1995: Blue in the Face – Alles blauer Dunst (Blue in the Face)
- 1995: Clockers
- 1995: Schnappt Shorty (Get Shorty)
- 1996: From Dusk Till Dawn
- 1996: Kopf über Wasser (Head Above Water)
- 1997: City of Industry
- 1997: Cop Land
- 1997: Fremde Wesen (FairyTale: A True Story)
- 1998: Lulu on the Bridge
- 1998: Finding Graceland – Unterwegs mit Elvis (Finding Graceland)
- 1998: My West (Il mio West)
- 1999: Three Seasons (Saigon Stories)
- 1999: Holy Smoke
- 2000: U-571
- 2000: Fail Safe – Befehl ohne Ausweg (Fail Safe)
- 2000: Little Nicky – Satan Junior
- 2001: Taking Sides – Der Fall Furtwängler
- 2001: Die Grauzone (The Grey Zone)
- 2001: Zerrissenes Glück (Nailed)
- 2002: Roter Drache (Red Dragon)
- 2002: Ginostra
- 2003: Crime Spree – Ein gefährlicher Auftrag (Crime Spree)
- 2003: Who Killed the Idea?
- 2003: Puerto Vallarta Squeeze
- 2004: Das Vermächtnis der Tempelritter (National Treasure)
- 2004: Die Brücke von San Luis Rey (The Bridge of San Luis Rey)
- 2005: Be Cool – Jeder ist auf der Suche nach dem nächsten großen Hit (Be Cool)
- 2005: Shadows in the Sun (The Shadow Dancer)
- 2006: A Crime
- 2006: The Path to 9/11 – Wege des Terrors
- 2006: Stone Merchant – Händler des Terrors (Il mercante di pietre)
- 2007: Das Vermächtnis des geheimen Buches (National Treasure: Book of Secrets)
- 2008–2009: Life on Mars (Fernsehserie, 17 Folgen)
- 2009: Inglourious Basterds (Sprechrolle)
- 2009: Wrong Turn at Tahoe
- 2009: The Ministers – Mein ist die Rache
- 2010: Meine Frau, unsere Kinder und ich (Little Fockers)
- 2010: Gandhi of the Month
- 2010: The Last Godfather
- 2010: A Beginner’s Guide to Endings
- 2012: Moonrise Kingdom
- 2013: The Congress
- 2014: Grand Budapest Hotel (The Grand Budapest Hotel)
- 2014: La voie de l’ennemi (Two Men in Town)
- 2015: Ewige Jugend (Youth)
- 2016: Die Auserwählten – Helden des Widerstands (Chosen)
- 2016: The Comedian
- 2017: Madame
- 2018: Isle of Dogs – Ataris Reise (Isle of Dogs, Stimme)
- 2019: The Painted Bird
- 2019: The Irishman
- 2020: Das Wunder von Fatima – Moment der Hoffnung (Fatima)
- 2021: Lansky – Der Pate von Las Vegas (Lansky)
- 2022: Das Vermächtnis von Montezuma (National Treasure: Edge of History, Fernsehserie, Folge 1x01 Der Geist)
- 2022: Mike (Miniserie, 2 Folgen)
- 2024: The Tattooist of Auschwitz (Miniserie, 6 Folgen)

### Produzent
- 1992: Reservoir Dogs – Wilde Hunde (Reservoir Dogs, nur Koproduzent)
- 2003: Dreaming of Julia

## Auszeichnungen (Auswahl)
- 1989: Goldene-Himbeere-Nominierung (Schlechtester Nebendarsteller) in Die letzte Versuchung Christi (The Last Temptation of Christ)
- 1992: Oscar-Nominierung (Bester Nebendarsteller) in Bugsy
- 1992: NSFC Award (Bester Nebendarsteller) für seine Darstellung in Thelma & Louise
- 1993: AFI Award (Beste Hauptrolle) für seine Darstellung in Das Piano (The Piano)
- 1993: Independent Spirit Award (Beste Hauptrolle) für seine Darstellung in Bad Lieutenant
- 1995: Silberner Bär für seine Darstellung in Smoke
- 1996: Peter J. Owens Award des San Francisco International Film Festival
- 2002: Stanislavsky Prize des Moscow International Film Festival
- 2004: Special Prize for Outstanding Contribution to World Cinema des Karlovy Vary International Film Festival
- 2005: Lifetime Achievement Award des Istanbul International Film Festival
- 2016: Lifetime Achievement Award des Internationalen Filmfestivals von Locarno

## Dokumentation
- Harvey Keitel – Zwischen Hollywood und Independent-Kino. Regie: Stéphane Benhamou und Erwan Le Gal, ARTE F, Frankreich, 54 Minuten, 2023